# Amtsgericht Bogen
Das Amtsgericht Bogen war ein von 1879 bis 1973 bestehendes Amtsgericht in Bogen in Bayern.

## Geschichte
Am 21. April 1838 verfügte der Bayerische König die Bildung von sieben neuen Landgerichten, darunter das Landgericht Bogen. Die Verwaltungsaufgaben wurden ab 1862 an das Bezirksamt Bogen abgegeben. Als Eingangsinstanz der niederen Gerichtsbarkeit wurden die bisherigen Landgerichte 1879 durch das Gerichtsverfassungsgesetz reichseinheitlich in Amtsgericht umbenannt. Das Amtsgericht in Bogen wurde zum 1. Juli 1973 aufgelöst und in das Amtsgericht Straubing integriert.